# هتل بلک پرینس

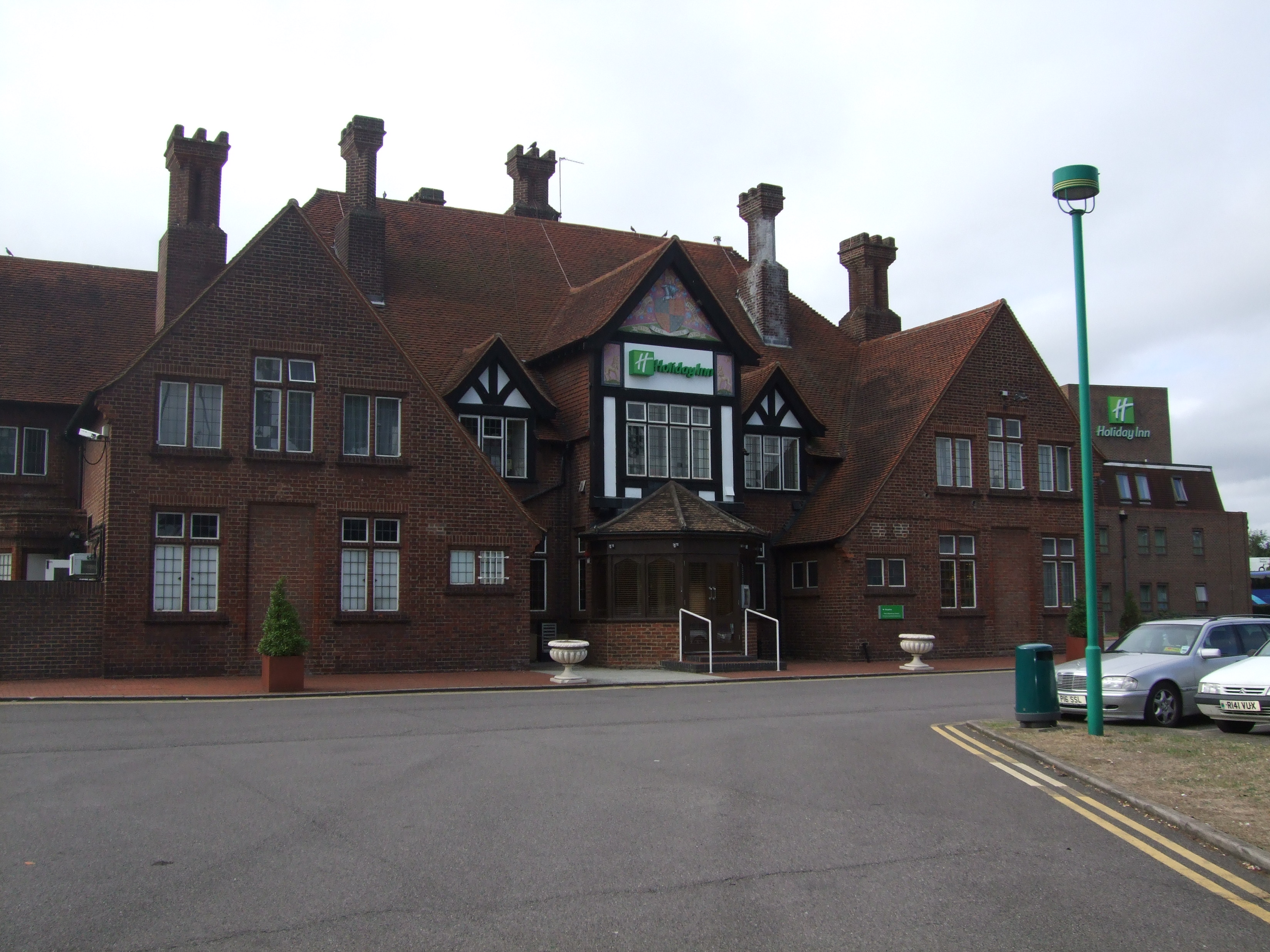

هتل بلک پرینس (به انگلیسی: Black Prince Hotel) یک هتل در منطقهٔ بکسلی شهر لندن در انگلستان است. این هتل پیش‌تر یک میخانه بوده و میزبان نوازندگان و خوانندگان از سراسر اروپا بوده‌است.